# Прикаспийский научно-исследовательский институт аридного земледелия
Прикаспийский научно-исследовательский институт аридного земледелия (ПНИИАЗ) — ведущий исследовательский институт в области семеноводства, технологии возделывания и освоения полупустынь и сухих степей.

## История
В конце восьмидесятых годов прошлого века в среде научной общественности зарождалась идея о проведении исследований в сложной природно-климатической зоне Прикаспия. Предложения о создании научного учреждения по вопросам аридного земледелия высказывались учеными Северного Кавказа, Калмыкии, Хакасии.
В 1978 году исполком Астраханского областного Совета народных депутатов обратился в Министерство сельского хозяйства РСФСР с предложением преобразовать совхоз «Ленинский» Черноярского района в Опытно-производственное хозяйство Волгоградской государственной областной сельскохозяйственной опытной станции.
ОПХ «Ленинское» разместили в селе Солёное Займище, расстояние от центральной усадьбы хозяйства до областного центра г. Астрахань — 280 км, до районного центра с. Черный Яр — 16 км. Ближайшая ж/д станция располагалась в 160 км г. Сарепта, Волгоградская область.
В целях повышения сельскохозяйственной деятельности и экономической эффективности производства в ОПХ «Ленинское», в 1989 году, вместо отделений и бригад, были организованы 14 узкоспециализированных кооперативов: «Нива», «Рисовод», «Кубань», «Волгарь», «Астраханец», «Семена», «Молоко», «Овцевод», «Мелиоратор», «Автосервис», «Агромехсервис», «Строитель», «Энергия», «Комплекс».
В соответствии с распоряжением Совета Министров РСФСР от 30 апреля 1991 года № 398-р, приказами Президента Российской академии сельскохозяйственных наук № 27-пк от 12 мая 1991 года и № 31-пк от 25 июня 1991 года, в Черноярском районе Астраханской области был организован Прикаспийский научно-исследовательский институт аридного земледелия.

## Руководство
- Врио директора — председатель ученого Совета, д.с.-х.н., профессор РАН, Тютюма Наталья Владимировна.[3]
- Научный руководитель — д.с.-х.н., академик РАН, профессор Вячеслав Петрович Зволинский.
- Ученый секретарь — к.с.-х.н. Туз Руслан Константинович.

В институте действует Ученый совет и совет молодых ученых.
Действует научно-редакционный отдел ежеквартального научно-теоретического и практического журнала «Вестник Прикаспия».

## Деятельность
Основными целями деятельности института являются проведение фундаментальных и прикладных научных исследований, опытно-конструкторских работ, внедрение достижений и передового опыта в сфере агропромышленного комплекса.